# Viatcheslav Tcherepovitch
Viatcheslav Leonidovitch Tcherepovitch (en biélorusse : Вячеслав Леонидович Черепович) est un joueur biélorusse de volley-ball né le 8 février 1992. Il mesure 2,00 m et joue réceptionneur-attaquant. Il est international biélorusse.

## Clubs
| Club                   | De        | À         |
| ---------------------- | --------- | --------- |
| Metallourg Jlobine     | 2010-2011 | 2012-2013 |
| VK Chakhtior Salihorsk | 2013-2014 | ...       |

## Palmarès
Néant.